# Il cavaliere senza volto
Il cavaliere senza volto (The Lone Ranger) è un film del 1956 diretto da Stuart Heisler.
È un western statunitense con Clayton Moore e Jay Silverheels. È basato sulla serie televisiva Il cavaliere solitario che vede protagonista ancora Moore nel ruolo del cowboy mascherato. Ha avuto un seguito cinematografico, Il cavaliere azzurro della città dell'oro del 1958.

## Produzione
Il film, diretto da Stuart Heisler su una sceneggiatura di Herb Meadow, fu prodotto da Willis Goldbeck e Jack Wrather per la Wrather Productions e girato in California e nello Utah da inizio agosto all'inizio di settembre 1955.

## Distribuzione
Il film fu distribuito con il titolo The Lone Ranger negli Stati Uniti dal 25 febbraio 1956 (première a New York il 10 febbraio 1956) al cinema dalla Warner Bros.
Altre distribuzioni:
- in Messico il 30 agosto 1956 (El guardián enmascarado)
- in Finlandia il 2 novembre 1956 (Tuntematon ratsastaja) (Yksinäinen ratsastaja ratsastaa jälleen)
- in Francia il 7 maggio 1958 (Le justicier solitaire)
- in Danimarca il 16 giugno 1958 (Præriens sorte maske)
- in Svezia il 13 maggio 1959 (Præriens sorte maske)
- in Brasile (Zorro e o Ouro do Cacique)
- in Spagna (El guardián enmascarado)
- in Grecia (O ekdikitis me ti mavri maska)
- in Italia (Il cavaliere senza volto)
- in Portogallo (O Homem da Mascarilha)
- in Svezia (Den maskerade mördaren)
- in Germania Ovest (Der weiße Reiter)

## Promozione
Le tagline sono:
- "Hi-Yo, Silver! Away!"
- His first ever feature film.
- HIS FIRST FULL-LENGTH FEATURE PICTURE...and on the big wide theatre screen!
- ALL NEW THRILLS!
- First Time On The Big, Wide Motion Picture Screen!